# Наивное искусство Витебщины
Наивное искусство Витебщины — Инситное (наивное) искусство является отраслью изобразительного искусства, творцы которого не имеют профессионального образования, но имеют самобытный талант, сохранили в содержании и изобразительных формах произведений архетипы мировосприятия и первоформы, тождество своей творческой природе, генетическую память своего народа. «Insitus» на латыни означает природный, несформированный, оригинальный. Впервые термин «insita» для описания творчества художников-самоучек был использован словацким исследователем Штефаном Ткачом в 1966 году. В научной традиции других стран (Россия, Украина, Литва, Польша) для этого типа искусства применяются определения «примитив», «Наив» и др. В белорусском искусствоведении, начиная с 1990-х годов, принят термин «инситное искусство».

## История развития наивного искусства на Витебщине
Для истории культуры Витебщины характерна традиция народного примитива, многочисленные образцы которого присутствуют в народной иконописи, фресках, монументальных настенных росписях, памятниках резьбы ХІІІ — ХХ вв. На рубеже XIX—XX вв. на развитие народной живописной культуры в регионе повлияло малярное ремесло (городские вывески и живописные декорации фотографических кабинетов). В первой половине XX века. памятники провинциального сакрального искусства и народной росписи вызвали интерес профессиональных художников и стали образцами упрощения художественной формы в творчестве представителей авангарда в Витебске. В первой половине XX века. народные художники-маляры были включены в художественный процесс — они обучаются и работают в мастерских Ю. Пэна и М. Шагала Витебска народной художественной школы. На западе современной Витебщины Я. Дроздович вместе с просветительской деятельностью популяризирует среди населения жанр рисованного ковра, сочетая в них фольклорную образность и модерновую стилистику декоративной живописи.
В советское время в Беларуси непрофессиональное изобразительное искусство развивалось в рамках самодеятельного движения и институционально управлялось государственными учреждениями культуры. Утверждение самоценности искусства самоучек, его независимости от профессионального искусства и любительского движения, его духовной и художественной значимости начинается в 1960-е гг. В период с 1960 по 1990 год. термины «искусство примитива», «наивное искусство», «инситное искусство», были введены в практику работы учреждений культуры. В 1991 году Витебский ОМЦНТ провел первую областную выставку " талант искреннего сердца. Искусство Insitus " и стал инициатором следующих национальных выставок наивного искусства «Insita». В 1994 такая выставка состоялась в Национальном художественном музее в Минске. Четыре следующих-в 2000, 2008, 2012, 2016 годах проходили в Витебске. Учреждения культуры Витебской области наработали значительный опыт по выявлению инситных творцов, созданию условий для их самореализации и общественного признания, поощрению к выставочной деятельности на местном и международном уровне, репрезентации и популяризации инситного искусства, музеефикации его лучших достижений.

## Представители
- Андилевко Людмила Федоровна
- Артимович Алла Альфредовна
- Овчинникова Алеся Ивановна
- Аскера Михаил Остапович
- Бойцов Николай Ильич
- Дудкевич Виктор Болеславович
- Барабанова Екатерина Николаевна
- Безега Елена Федоровна
- Зелявский Петр Иванович
- Жарнасек Василий Степанович
- Каратаев Иван Геннадьевич
- Круковский Николай Владимирович
- Загурская Галина Петровна
- Захарчук Владимир Петрович
- Жусель Чеслав Язепович
- Никитенко Николай Николаевич
- Литвин Тамара Васильевна
- Литвинов Николай Владимирович
- Моисеева Антонина Максимовна
- Максимов Хведар Лазарович
- Ларина Мария Киреевна
- Михайлик Сергей Николаевич
- Мишурная Светлана Анатольевна
- Сайфугалиева Маргарита Шахиевна
- Савченко Леонид Александрович
- Ершов Виктор Иванович
- Щебет Елена Михайловна
- Тищенков Александро Лучезарович
- Танана Геранима Петровна
- Сватовский Василий Петрович